# المظفر الاسفزاري

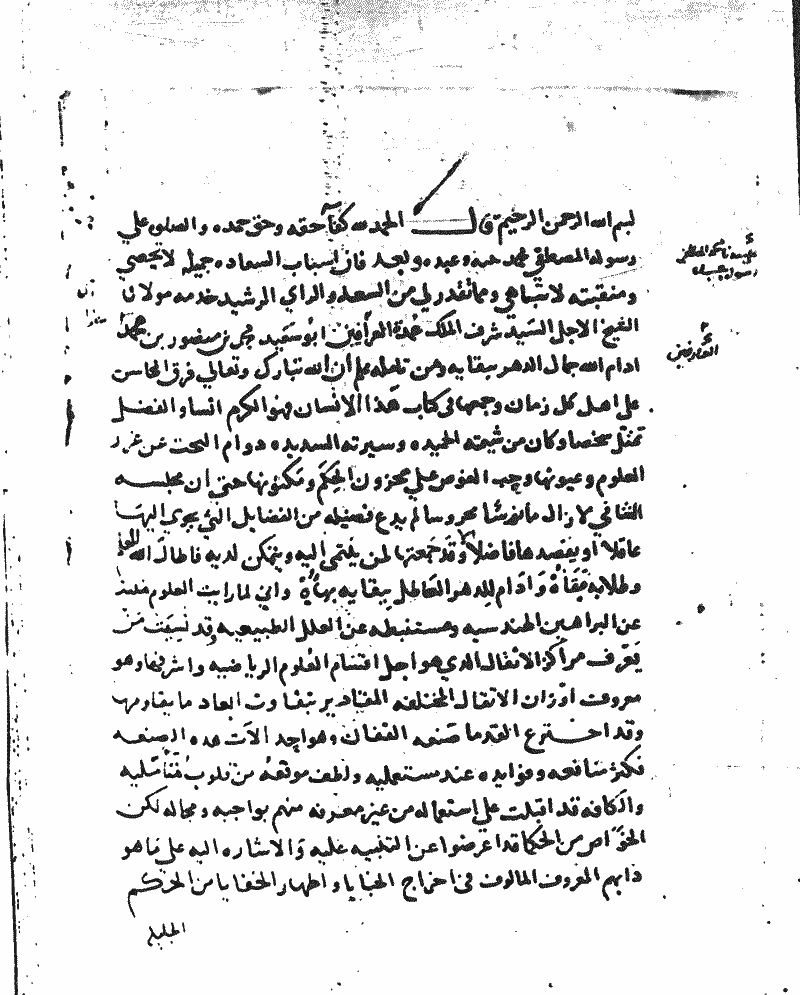
نسخة مخطوطة من «إرشاد ذوي العرفان» في دار الكتب المصرية.

المُظفَّر الإسْفِزاري (ت. نحو 480 هـ / 1087 م) هو فلكي ومهندس ورياضي، نسبته إلى «إسْفِزار» من نواحي سجستان.
هو أبو حاتم المظفر بن إسماعيل الإسفزاري. نشأ في إسفزار وعاصر عمر بن إبراهيم الخيام، وجرت بينهما مناظرات. غلب عليه الاشتغال بعلوم الهيئة والأثقال والحيل الهندسية. ذكره ابن الأثير في حوادث عام 467 هـ، وقال أنه أحد الذين عملوا الرصد للسلطان ملكشاه في تلك السنة.

وفي وفاته قال الزركلي: 

## آثاره

غلاف «متن المظفّر الإسفزاري في علمي الأثقال والحيل» - مؤسسة الفرقان 2013 م.

للإسفزاري عدة مؤلفات، أشهرها كتاب «إرشاد ذوي العرفان إلى صناعة القبان» ألفها لأبي سعيد محمد بن منصور بن محمد الإسفزاري، وقد بنى المؤلف كتابه على ثلاثة فصول تبحث في مبادئ الصنعة والبراهين عليها وفوائدها. ويقول المؤلف في مقدمة كتابه: 
كما صنف اختصار لكتاب «الحيل» لبني موسى بن شاكر، وقد أصدرت مؤسسة الفرقان للتراث الإسلامي اللندنية طبعة محققة من قبل محمد أبطوي وسليم الحسني سنة 2013 م.
ومن مؤلفاته أيضا:
- «اختصار الأصول لإقليدس».
- «أرشميد المقياس».
- «مقدمة في المساحة».[3]